# Energizer Park
L'Energizer Park est un stade de soccer situé à Saint-Louis, au Missouri. St. Louis City SC évolue dans cette enceinte.

## Histoire

### Projet de construction
Le 9 octobre 2018, le groupe « MLS4TheLou » annonce une nouvelle proposition de construction d’un stade spécifique au soccer sur le même terrain à côté de la Union Station (en). Le nouveau groupe de propriété est dirigé par la famille Taylor, fondatrice d’Enterprise Holdings (en) basée à Saint-Louis, et Jim Kavanaugh (en), PDG de World Wide Technology (en) également basé à Saint-Louis et copropriétaire du Saint Louis FC,.
Contrairement aux propositions précédentes, le groupe de propriétaires n’a demandé aucun financement public pour le stade. Le stade serait financé par des fonds privés et appartiendrait à l’équipe, l’entretien est financé par une taxe sur les billets et les articles vendus au stade. Le stade proposé comptera environ 20 000 places et sera financé par le secteur privé pour 250 millions de dollars,. Le groupe est en négociations pour une pause sur la taxe de 5% de la ville sur les « divertissements » ou les billets facturés pour les événements sportifs, un arrangement similaire aux accords donnés aux autres franchises sportives professionnelles de la ville.
La proposition a reçu un large soutien de la part de responsables publics, notamment du gouverneur du Missouri, Mike Parson, de la mairesse de Saint-Louis, Lyda Krewson (en), et de l’ancien exécutif du comté de Saint-Louis, Steve Stenger (en). Le dossier de candidature répond à tous les critères mis de l’avant par la MLS, y compris un soutien financier solide, le soutien du gouvernement local, une solide base de fans de soccer et un stade spécifique au soccer au centre-ville avec accès au transport en commun,,.
Le 19 avril 2019, le conseil des gouverneurs de la MLS approuve une proposition d’élargissement à 30 équipes et a donné le feu vert aux responsables de la ligue pour entamer des « discussions exclusives et formelles » avec le groupe de propriété de Saint-Louis,. Quelques jours plus tard, le groupe a publié des rendus de son stade proposé dans le quartier Downtown West (en). Fruit d’une collaboration entre Snow Kreilich Architects et la firme de design mondiale HOK, les plans pour le stade comprennent un stade ouvert au nord et à l’est, pour 22 500 places dans la première phase et 25 500 places dans une future expansion. Puis, le 20 août, la Major League Soccer attribue une équipe d’expansion à Saint-Louis,.
Le 30 octobre 2019, le groupe dévoile un plan élargi qui s’étendant maintenant sur trois pâtés de maisons au nord de 
Market Street. Il prévoit un stade de 22 500 places au nord de Market à la place des bretelles d’autoroute le long de la Olive Street. Les terrains d’entraînement et les autres installations de la franchise seraient coincés au sud de Market entre les 21e et 22e rues, remplaçant les terrains vides et les bretelles d’autoroute,.
Début mars 2020, le groupe de propriétaires dévoile de nouveaux rendus du stade,. Un porte-parole de la franchise a déclaré que la nouvelle conception n’a pas modifié les coûts prévus de développement du stade et des installations d’entraînement, qui sont estimés à 461 millions de dollars. Le 17 mars, le conseil d’administration de l’État accorde 5,7 millions de dollars en crédits d’impôt pour le projet de stade. Le chiffre approuvé est nettement inférieur aux 30 millions de dollars en crédits d’impôt initialement demandés par la ville de Saint-Louis,.

### Travaux
Cinq bretelles de l’Interstate 64 ferment définitivement le 3 février 2020 pour faire place à la construction du nouveau stade de soccer,,. La franchise partage une mise à jour de son futur stade et du quartier avec de nouveaux rendus le 2 décembre 2020,,.
Le 16 décembre 2020, la franchise organise un événement historique ― l'installation de la première poutre en acier ― alors que le club commence l’installation de la structure en acier du stade,,.
La franchise donne un nouvel aperçu du design et des couleurs des sièges de son stade le 11 juin 2021,,. Le 14 juillet, le club désigne la Together Credit Union comme partenaire financier du projet.
La franchise annonce le 13 août 2021 que les équipes de construction ont placé la dernière poutre en acier dans la structure du stade, terminant ainsi l'une des premières phases de construction et de préfabrication du projet. Puis, début novembre 2021, la construction du stade s'approche de sa phase finale et doit se terminer en juillet 2022,. Entre avril et mai 2022, la nouvelle pelouse est installée, et les sièges commencent à être installés,,.

### Nom
Le 15 février 2022, Centene et le St. Louis City SC ont annoncé un accord de droits de dénomination de quinze ans pour le nouveau stade,,. Le 25 octobre suivant, Centene se retire de l’accord de dénomination du stade et le stade est renommé « CityPark »,. Bien que Centene ne soit plus le commanditaire des droits d’appellation du stade, les deux organisations travailleront ensemble sur des initiatives de santé et de bien-être communautaires.
Le 31 octobre 2024, la société Energizer acquiert les droits du nom et rebaptise le stade « Energizer Park » — à partir du 1er janvier 2025.

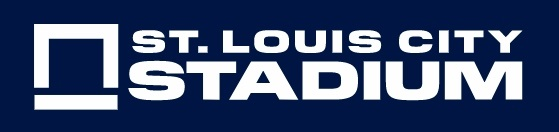
Le logo provisoire utilisé jusqu'en février 2022.
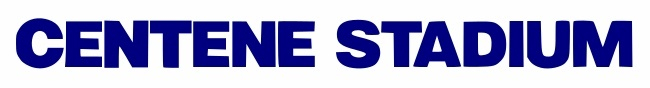
Le logo utilisé jusqu'en octobre 2022.

### Rencontre inaugurale
La rencontre inaugurale du nouveau stade devait se dérouler le 18 septembre 2022, avec la rencontre entre les réserves du St. Louis City SC et du Sporting de Kansas City à l'occasion d'une rencontre de MLS Next Pro. Le premier match du nouveau stade est reporté après que le système électrique du stade est « affecté négativement », par un projet de construction sans rapport avec le stade,. La rencontre suivante contre North Texas SC est également annulée,. St. Louis City a dépensé des millions de dollars pour résoudre le problème.
Le 27 octobre 2022, la franchise annonce que le courant est de retour, tout comme le premier match du stade. La réserve du St. Louis City, affrontera le Bayer Leverkusen — qui évolue en Bundesliga — lors d’un match amical le mercredi 16 novembre. Le St. Louis City 2 s’est incliné contre le Bayer Leverkusen (0-3) pour son premier match en son nouvel antre. Ainsi, le tout premier joueur à avoir marqué dans cette enceinte ultra-moderne est Callum Hudson-Odoi et Adam Hložek inscrit le premier doublé,.

## Utilisation du stade

### St. Louis City SC
Le stade accueille le St. Louis City SC, franchise de soccer évoluant en Major League Soccer.
La franchise de Saint-Louis organise la « City Block Party » — un festival de musique qui débute le 3 mars 2023 — célébrant le premier match à domicile de l’équipe, avec en tête d’affiche Metro Boomin et Pee .Wee,. Le premier match officiel du St. Louis City a toutefois lieu le lendemain avec l'accueil de Charlotte FC, lors d'une rencontre de la Major League Soccer,,. Les billets pour le premier match se sont vendus en cinq minutes, malgré le prix de billet le plus élevé de la ligue. Le match se joue devant 22 423 spectateurs,. Le score final est de 3-1 pour Saint-Louis. St. Louis City SC n'est devenu que la quatrième équipe d'expansion à remporter ses deux premiers matchs,,. Enzo Copetti (en), est le premier buteur en match officiel dans ce stade,. Après le but contre son camp de Bill Tuiloma, c'est donc Eduard Löwen qui marque officiellement le premier but de City SC avant la mi-temps. Puis, João Klauss inscrit le troisième et dernier but de son équipe,,.

### Événements sportifs
Le 23 février 2023, l'équipe nationale féminine des États-Unis jouera son premier match au CityPark, contre l'Irlande le 11 avril suivant,. Il s'agit de la sixième fois, que l'équipe féminine américaine joue à Saint-Louis. Avant le début du match, U.S. Soccer organise une cérémonie en l'honneur de Becky Sauerbrunn, pour avoir franchi le cap des 200 sélections — atteint le 17 février 2022 contre la République tchèque — devant les partisans de sa ville natale,. Le match se joue devant 22 294 spectateurs,. Alana Cook inscrit l'unique but du match contre l'Irlande, permettant aux Stars and Stripes de s'imposer au CityPark,.
Le 10 avril 2023, la CONCACAF annonce que le CityPark est retenu pour accueillir des matchs du tournoi de la Gold Cup 2023,. Il accueille deux rencontres du groupe A de la compétition, le 28 juin 2023,. C’est la première fois que Saint-Louis accueille un match de la Gold Cup,.

## Galerie

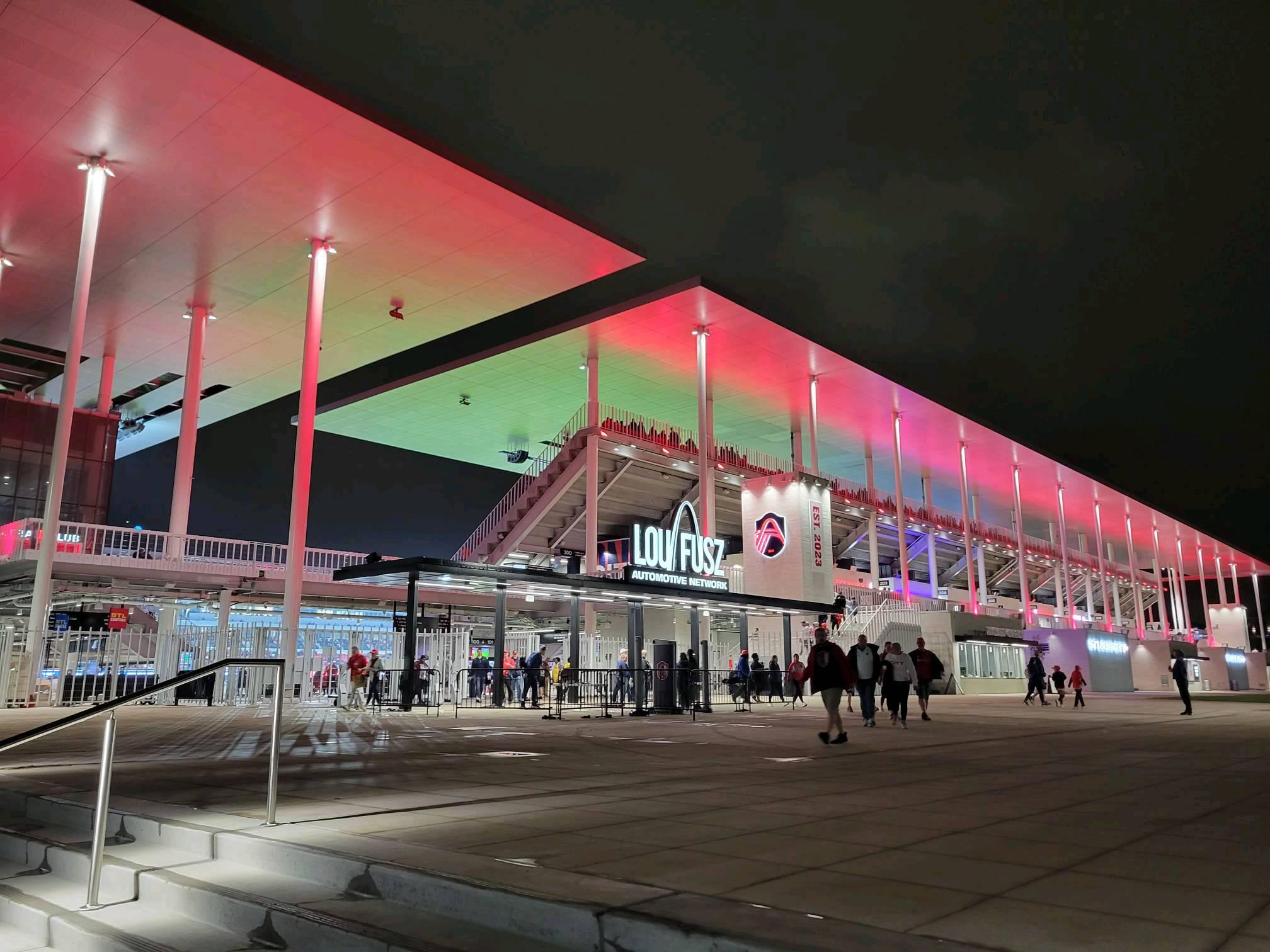
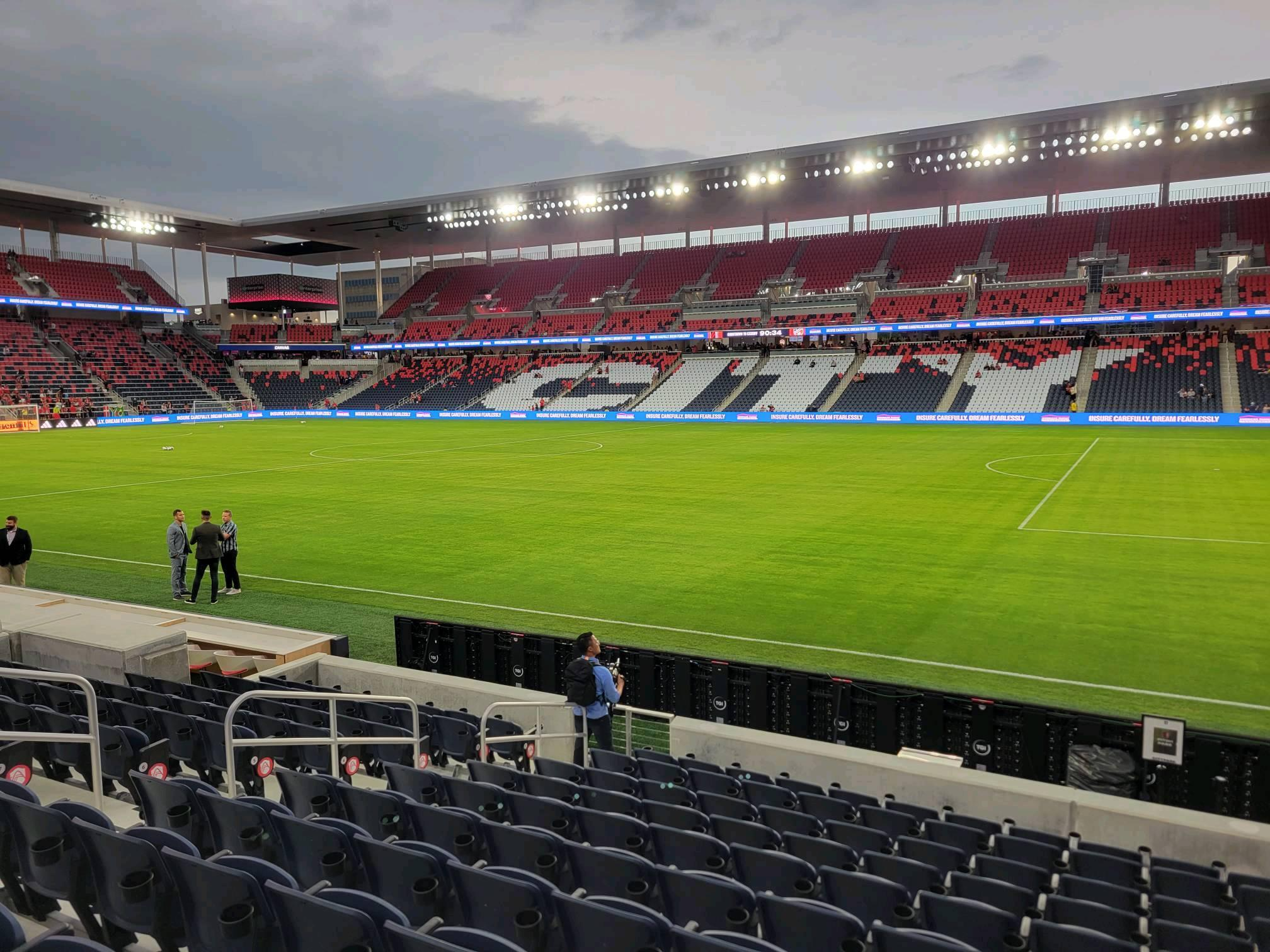
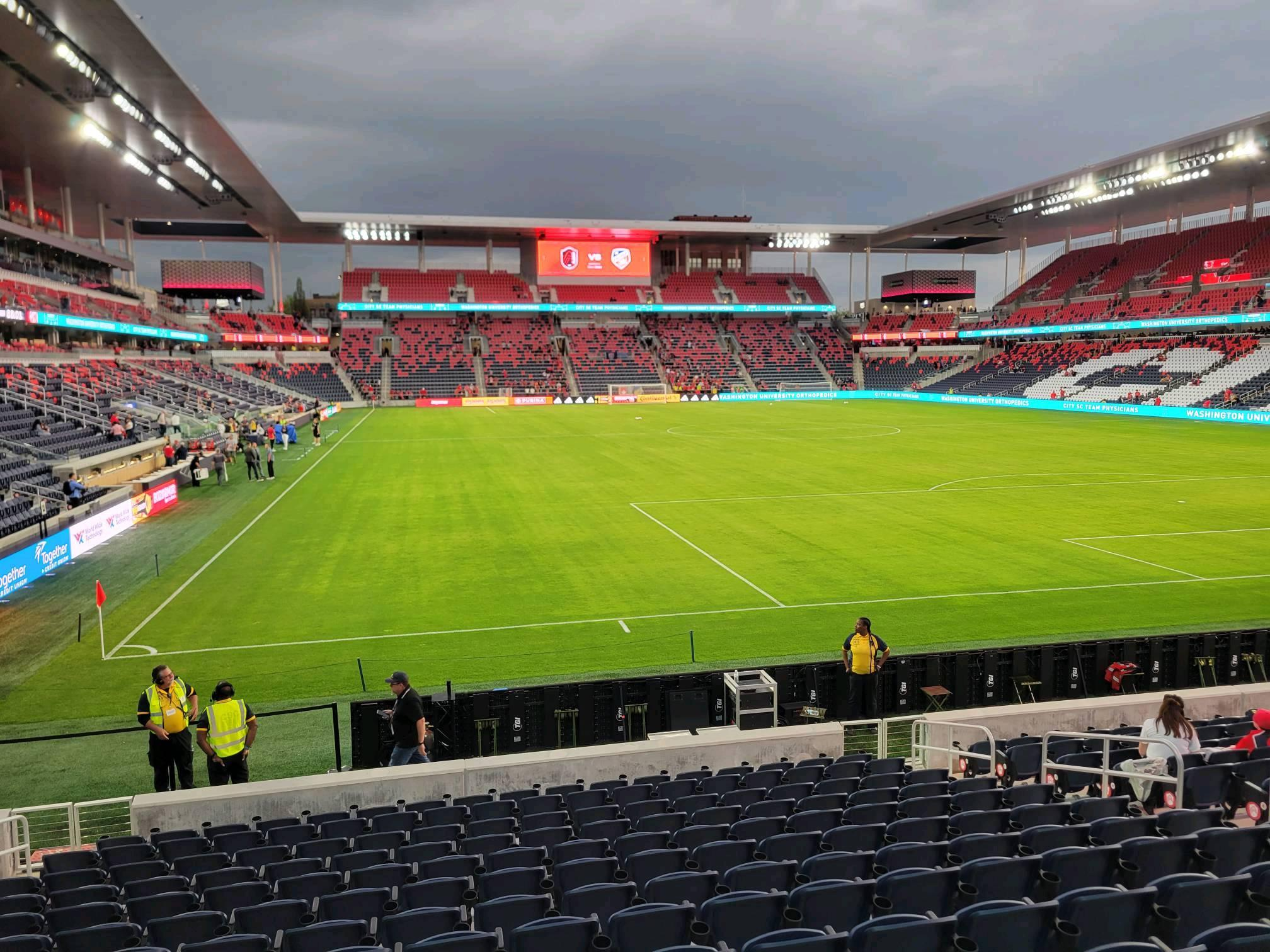
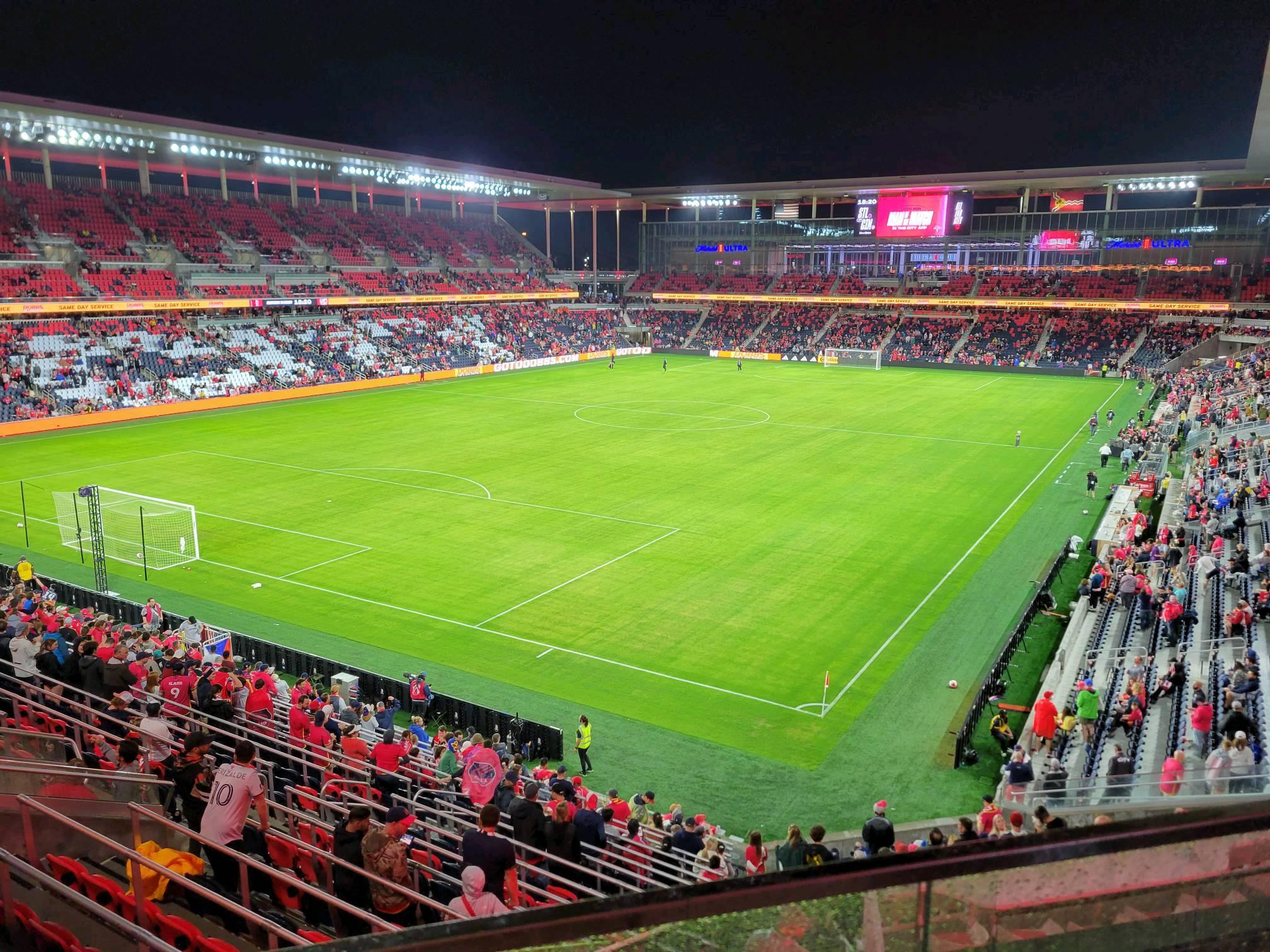
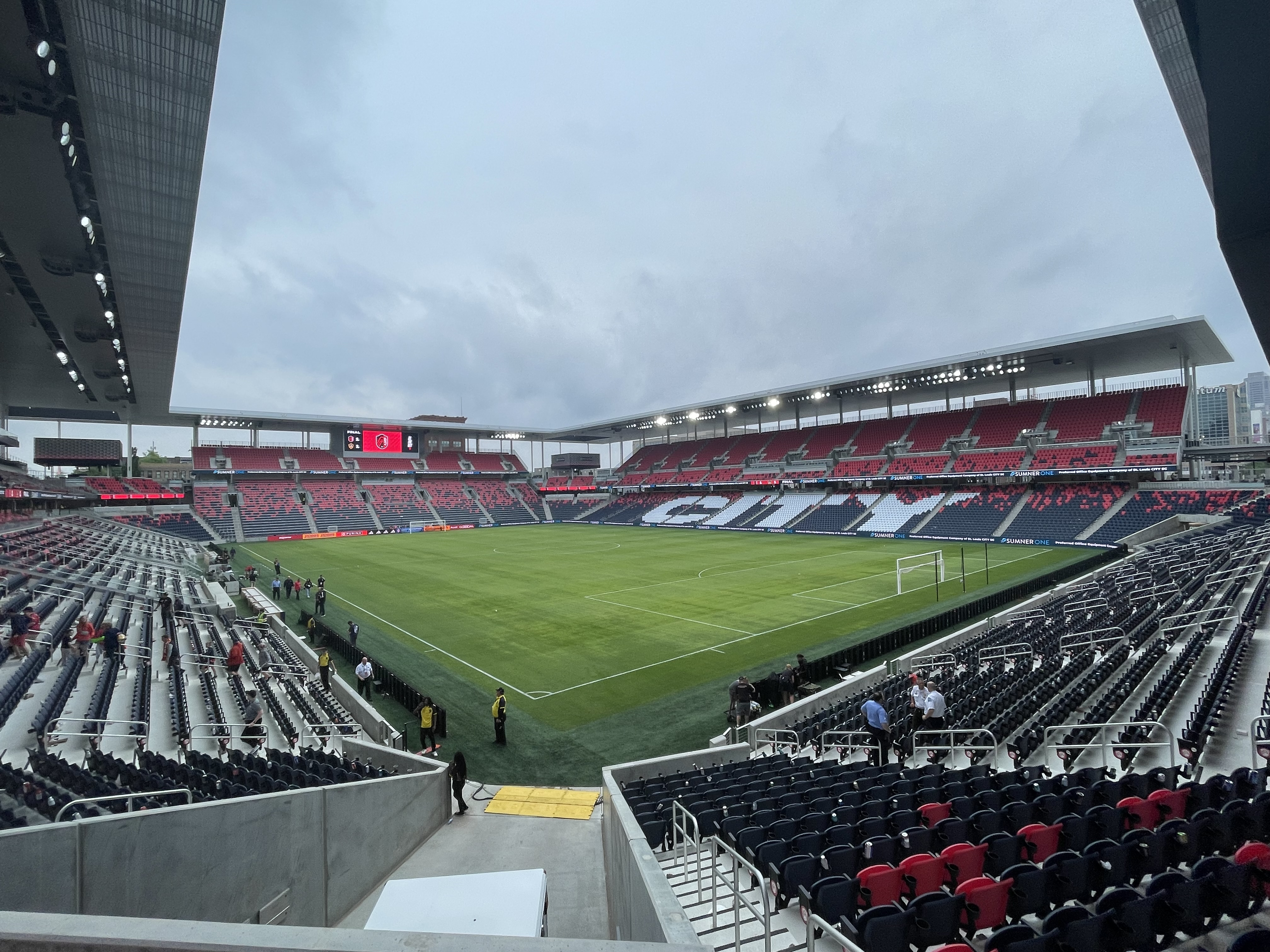